# Elezioni parlamentari in Estonia del 2023
Le elezioni parlamentari in Estonia del 2023 si sono tenute il 5 marzo per il rinnovo del Riigikogu.
In seguito all'esito elettorale, Kaja Kallas, leader del Partito Riformatore Estone, è emersa nuovamente come vincitrice delle elezioni, avendo ottenuto più del 30% dei voti.

## Sistema elettorale
I 101 membri del Riigikogu sono eletti tramite un sistema elettorale a rappresentanza proporzionale in dodici circoscrizioni plurinominali. I seggi sono assegnati utilizzando un metodo D'Hondt modificato ed esiste una soglia di sbarramento pari al 5% dei voti per essere rappresentanti, a cui si può tuttavia derogare se il numero di voti espressi per un singolo candidato supera o è uguale alla quota semplice (ottenuta dividendo il numero di voti validi espressi nel distretto elettorale per il numero di mandati nel distretto).

### Novità rispetto alle precedenti elezioni
Grazie ad una modifica alla legge elettorale, a differenza delle precedenti tornate, il 5 marzo gli elettori hanno potuto votare in qualsiasi distretto all'interno del collegio elettorale, mentre gli elettori che hanno votato elettronicamente durante il voto anticipato hanno altresì potuto decidere di votare fisicamente, annullando il loro voto elettronico. I cittadini che non sono in grado di andare ai seggi elettorali o di votare elettronicamente, infine, hanno potuto richiedere presso il proprio domicilio un'urna e votare da lì tra il 3 ed il 5 marzo 2023.

## Risultati
| Partito Riformatore Estone (ER)                   | 190 659 | 31,24 | 37  |  |  |  |
| Partito Popolare Conservatore Estone (EKRE)       | 97 959  | 16,05 | 17  |  |  |  |
| Partito di Centro Estone (EK)                     | 93 243  | 15,28 | 16  |  |  |  |
| Estonia 200 (E200)                                | 81 347  | 13,33 | 14  |  |  |  |
| Partito Socialdemocratico (SDE)                   | 56 578  | 9,27  | 9   |  |  |  |
| Patria (ISAAMA)                                   | 50 114  | 8,21  | 8   |  |  |  |
| Partito della Sinistra Unita Estone - Koos (UV-K) | 14 607  | 2,39  | –   |  |  |  |
| Parempoolsed                                      | 14 035  | 2,30  | –   |  |  |  |
| Verdi Estoni (ER)                                 | 5 889   | 0,96  | –   |  |  |  |
| Indipendenti                                      | 5 887   | 0,96  | –   |  |  |  |
| Totale                                            | 610 318 | 100   | 101 |  |  |  |
|                                                   |         |       |     |  |  |  |
| Voti non validi                                   | 3 494   | 0,57  |     |  |  |  |
| Votanti                                           | 613 812 | 63,53 |     |  |  |  |
| Elettori                                          | 966 129 |       |     |  |  |  |

| Riepilogo dei seggi (+/- elezioni 2019) | Riepilogo dei seggi (+/- elezioni 2019) | Riepilogo dei seggi (+/- elezioni 2019) | Riepilogo dei seggi (+/- elezioni 2019) | Riepilogo dei seggi (+/- elezioni 2019) | Riepilogo dei seggi (+/- elezioni 2019) | Riepilogo dei seggi (+/- elezioni 2019) |
| --------------------------------------- | --------------------------------------- | --------------------------------------- | --------------------------------------- | --------------------------------------- | --------------------------------------- | --------------------------------------- |
|                                         |                                         |                                         |                                         |                                         |                                         |                                         |
| SDE                                     | 9                                       | ▼ 1                                     |                                         | EK                                      | 16                                      | ▼ 10                                    |
| E200                                    | 14                                      | ▲ 14                                    |                                         | ER                                      | 37                                      | ▲ 3                                     |
| ISAMAA                                  | 8                                       | ▼ 4                                     |                                         | EKRE                                    | 17                                      | ▼ 2                                     |